# Safe mode
La safe mode (che in lingua inglese significa "modalità sicura") è un modo operativo dei moderni veicoli spaziali, nel quale tutti i sistemi di bordo non essenziali vengono disattivati e vengono mantenute attive solo le funzionalità indispensabili, come il controllo termico, la ricezione radio e il controllo dell'assetto.

## Funzionamento
La safe mode viene attivata automaticamente quando vengono riscontrate delle particolari condizioni o si verificano eventi che potrebbero comportare perdita di controllo o danni al veicolo. Tipicamente l'evento scatenante è un guasto di qualche sistema o la rilevazione di condizioni operative potenzialmente pericolose, ad esempio l'esposizione dei circuiti a raggi cosmici, che possono interferire con il funzionamento dell'elettronica.
Il processo di passaggio alla safe mode, detto solitamente safing, comporta una serie di immediate azioni fisiche per prevenire danni o perdita di controllo del veicolo. Viene disattivata l'alimentazione a tutte le componenti non essenziali del veicolo e viene data priorità al mantenimento dell'assetto o al suo ripristino qualora fosse stato perso, in quanto questo è indispensabile per mantenere l'equilibrio termico e l'illuminazione corretta dei pannelli solari. Un veicolo fuori controllo può rapidamente surriscaldarsi, congelarsi o esaurire l'alimentazione e andare perduto definitivamente. La stabilizzazione del satellite in seguito ad un'anomalia viene definita detumbling.
Durante la permanenza in safe mode, la priorità è il mantenimento in buone condizioni del veicolo. Tutti i sistemi non indispensabili, come la strumentazione scientifica, vengono mantenuti spenti, e il veicolo cerca di mantenere la corretta orientazione rispetto al Sole. La sonda attende dunque comandi radio dal centro di controllo missione, ascoltando le comunicazioni radio in ingresso tramite l'antenna omnidirezionale a basso guadagno. I dettagli esatti delle operazioni che vengono eseguite in safe mode variano a seconda del progetto della singola sonda e della sua destinazione d'uso.
L'uscita dalla safe mode comporta il ripristino delle comunicazioni tra il veicolo e il centro di controllo missione, con la trasmissione dei dati diagnostici e il ripristino dell'alimentazione a tutti i sistemi precedentemente disattivati. Il ripristino delle condizioni operative può richiedere da qualche ora a qualche giorno o settimana, a seconda della difficoltà nel ristabilire il contatto con il veicolo, delle condizioni nelle quali si trova la sonda, dalla sua distanza dalla Terra e dal tipo di missione in corso.
La possibilità di entrare in safe mode può essere disattivata in alcuni momenti critici della missione. Un esempio si è verificato nell'ingresso in orbita della sonda Cassini-Huygens tramite l'uso dei motori: in una simile circostanza, infatti, un problema critico avrebbe comunque comportato il fallimento totale o quasi della missione. Al contrario, in alcune circostanze un veicolo spaziale può essere messo manualmente in safe mode: ciò è stato fatto, ad esempio, con il rover Spirit durante il sol 451.

## Esempi di incidenti che hanno attivato la safe mode

### 2009
- MRO è entrato in safe mode il 26 agosto 2009 a causa di un problema, il secondo in un mese, il quarto occorso nel 2009 e l'ottavo nel corso di tutta la missione.[7] La sonda è stata mantenuta in safe mode fino all'8 dicembre 2009.[8]
- La Missione Kepler è entrata in safe mode il 15 giugno e il 3 luglio 2009, in entrambi i casi a causa di un reset del processore di bordo.[9]
- La Missione Dawn è entrata in safe mode a causa di un errore software durante un fly-by su Marte il 17 febbraio 2009.[10]
- La sonda MESSENGER è entrata in safe mode durante il terzo fly-by su Mercurio il 29 settembre 2009.[11]

### 2007
- Il download dei dati per il fly-by su Giapeto della sonda Cassini-Huygens è stato interrotto da un ingresso in safe mode il 10 settembre 2007.[3]
- New Horizons è entrata in safe mode il 19 marzo 2007, in seguito ad un errore non recuperabile nella memoria del computer primario di Command and Data Handling (C&DH).[5]
- Mars Odyssey ha interrotto i contatti con i rover e la Terra durante diversi rapidi ingressi in safe mode.[12][13]

### 2006
- Mars Global Surveyor è entrata in safe mode ed è successivamente andata perduta il 2 novembre 2006, a causa del surriscaldamento e successiva distruzione degli accumulatori elettrici a causa di una errata orientazione rispetto al Sole.[14]

### 2005
- Il rover marziano Spirit ha subito diversi incidenti che hanno attivato la safe mode.[6]

### 1998
- SOHO è entrata in safe mode il 25 giugno 1998 ed è quasi andata perduta. Sono serviti quattro mesi per ripristinare le funzionalità operative.[4][15]
- La sonda NEAR è entrata in safe mode ed è andata fuori controllo, rischiando di essere perduta definitivamente, durante il primo tentativo di ingresso in orbita su Eros, il 20 dicembre 1998.[16]